# Software di chimica computazionale
I software di chimica computazionale sono utilizzati in chimica computazionale per implementare i metodi della chimica quantistica. La maggior parte di essi comprende metodi Hartree-Fock (HF) e alcuni post-Hartree-Fock. Possono inoltre comprendere la teoria del funzionale di densità (DFT, density functional theory), meccanica molecolare o metodi semi-empirici.

La lista comprende sia software open source che programmi con licenza commerciale. La maggior parte di essi sono grossi programmi, spesso contenenti al loro interno moduli separati, e sono stati sviluppati nel corso di numerosi anni.
| Software                                                | Licenza†         | Set di basi            | Periodicità‡ | Meccanica molecolare | Metodi semi-empirici | HF | Post-HF | DFT |
| ------------------------------------------------------- | ---------------- | ---------------------- | ------------ | -------------------- | -------------------- | -- | ------- | --- |
| ABINIT                                                  | GPL              | PW                     | 3d           | S                    | N                    | N  | N       | S   |
| ACES II                                                 | acad.            | GTO                    | N            | N                    | N                    | S  | S       | S   |
| ACES II MAB                                             | acad.            | GTO                    | N            | N                    | N                    | S  | S       | N   |
| ADF                                                     | comm.            | STO                    | qualsiasi    | S                    | S4                   | S  | N       | S   |
| Atomistix ToolKit                                       | comm.            | NAO                    | 3d           | S                    | N                    | N  | N       | S   |
| BigDFT                                                  | GPL              | Wavelet                | qualsiasi    | S                    | N                    | N  | N       | S   |
| CADPAC                                                  | acad.            | GTO                    | N            | N                    | N                    | S  | S       | S   |
| CASINO (QMC)                                            | acad.            | GTO/PW/spline/grid/STO | any          | N                    | N                    | S  | S       | N   |
| CASTEP                                                  | acad. (UK)/comm. | PW                     | 3d           | S                    | N                    | S5 | N       | S   |
| CFOUR                                                   | acad.            | GTO                    | N            | N                    | N                    | S  | S       | N   |
| COLUMBUS                                                | acad.            | GTO                    | N            | N                    | N                    | S  | S       | N   |
| CONQUEST                                                | acad. (UK)       | ?                      | ?            | ?                    | ?                    | ?  | ?       | ?   |
| COSMOS                                                  | comm.            | ?                      | ?            | S                    | S                    | N  | N       | N   |
| CP2K                                                    | GPL              | Ibride GTO/PW          | qualsiasi    | S                    | S                    | S  | N       | S   |
| CPMD                                                    | acad.            | PW                     | qualsiasi    | S                    | N                    | S  | N       | S   |
| CRYSTAL                                                 | acad. (UK)/comm. | GTO                    | qualsiasi    | S                    | N                    | S  | N       | S   |
| DACAPO                                                  | GPL ?1           | PW                     | 3d           | S                    | N                    | N  | N       | S   |
| DALTON                                                  | acad.            | GTO                    | N            | N                    | N                    | S  | S       | S   |
| DFTB+ Archiviato il 10 giugno 2017 in Internet Archive. | acad./comm.      | NAO                    | qualsiasi    | S                    | S                    | N  | N       | N   |
| DFT++                                                   | GPL              | PW/Wavelet             | 3d           | S                    | N                    | N  | N       | S   |
| DIRAC                                                   | acad.            | GTO                    | N            | N                    | N                    | S  | S       | S   |
| DMol3                                                   | comm.            | Numeric AOs            | 3d           | N                    | N                    | N  | N       | S   |
| FreeON                                                  | GPL              | GTO                    | qualsiasi    | S                    | N                    | S  | S       | S   |
| Firefly                                                 | acad.            | GTO                    | N            | S3                   | S                    | S  | S       | S   |
| GAMESS (UK)                                             | acad. (UK)/comm. | GTO                    | N            | N                    | S                    | S  | S       | S   |
| GAMESS (US)                                             | acad.            | GTO                    | N            | S2                   | S                    | S  | S       | S   |
| GAUSSIAN                                                | comm.            | GTO                    | qualsiasi    | S                    | S                    | S  | S       | Y   |
| GPAW                                                    | GPL              | grid/NAO               | qualsiasi    | S                    | ?                    | S5 | N       | S   |
| hBar Lab7                                               | comm.            | GTO                    | N            | N                    | N                    | S  | S       | S   |
| HiLAPW                                                  | ?                | FLAPW                  | 3d           | N                    | N                    | N  | N       | S   |
| JAGUAR                                                  | comm.            | GTO                    | ?            | S                    | N                    | S  | S       | S   |
| Materials Studio                                        | comm.            | PW                     | ?            | S                    | S                    | N  | N       | S   |
| MedeA                                                   | ?                | ?                      | ?            | ?                    | N                    | N  | N       | S   |
| MOLCAS                                                  | comm.            | GTO                    | N            | S                    | S                    | S  | S       | S   |
| MOLPRO                                                  | comm.            | GTO                    | ?            | N                    | N                    | S  | S       | S   |
| MOPAC                                                   | acad. / comm.    | ?                      | ?            | ?                    | S                    | N  | N       | N   |
| MPQC                                                    | LGPL             | GTO                    | N            | N                    | N                    | S  | S       | S   |
| NWChem                                                  | acad.            | ?                      | ?            | S                    | N                    | S  | S       | S   |
| OCTOPUS                                                 | GPL              | grid                   | qualsiasi    | S                    | N                    | N  | N       | S   |
| ONETEP                                                  | acad. (UK)/comm. | PW                     | qualsiasi    | S                    | N                    | S5 | N       | S   |
| OpenAtom                                                | acad.            | DVR                    | ?            | S                    | N                    | N  | N       | S   |
| OpenMX                                                  | GPL              | NAO                    | 3d           | S                    | N                    | N  | N       | S   |
| PLATO                                                   | acad.            | NAO                    | qualsiasi    | S                    | N                    | N  | N       | S   |
| PQS                                                     | comm.            | ?                      | ?            | S                    | S                    | S  | S       | S   |
| Priroda 04                                              | ?                | ?                      | ?            | N                    | N                    | S  | S       | S   |
| PSI                                                     | GPL              | GTO                    | N            | N                    | N                    | S  | S       | N   |
| PWscf6                                                  | GPL              | PW                     | 3d           | N                    | N                    | S  | N       | S   |
| PyQuante                                                | BSD              | GTO                    | N            | N                    | S                    | S  | S       | S   |
| Q-Chem                                                  | comm.            | GTO                    | N            | S                    | S                    | S  | S       | S   |
| Quantum ESPRESSO                                        | GPL              | PW                     | 3d           | N                    | N                    | Y  | N       | Y   |
| SPARTAN 06                                              | comm.            | GTO                    | ?            | Y                    | Y                    | Y  | Y       | Y   |
| SIESTA                                                  | acad.            | NAO                    | ?            | Y                    | N                    | N  | N       | Y   |
| TURBOMOLE                                               | comm.            | GTO                    | ?            | Y                    | N                    | Y  | Y       | Y   |
| VASP                                                    | comm.            | PW                     | any          | N                    | N                    | Y  | N       | Y   |
| WIEN2k                                                  | comm.            | FP-(L)APW+lo           | 3d           | Y                    | N                    | Y  | N       | Y   |

† “acad.”: licenza accademica (free), “comm.”: licenza commerciale
‡ Supporto per i sistemi periodici (cristalli, 3d; superfici, 2d; polimeri, 1d e molecole, 0d): i software con periodicità 3d permettono sempre la simulazione di sistemi con dimensionalità inferiore. 
1 Il progetto CAMPOS (che comprende Dacapo) afferma che tutto il codice è distribuito in GPL. La distribuzione di Dacapo stessa non contiene alcuna informazione riguardo alla licenza.
2 Tramite interfaccia con TINKER
3 Tramite Ascalaph
4 Tramite interfaccia con MOPAC
5 Utilizzan la teoria DFT scambio esatto 
6 Distribuito con Quantum ESPRESSO
7 Web service integrato MPQC.